# ありったけの愛で
「ありったけの愛で」（-あい-）は、2005年1月26日にGacktが発表した楽曲、及び同曲を収録したシングル。通算20枚目のシングル。キャッチコピーは「ありったけの愛をすべての人へ…」

## 概要
- 2005年の第一弾シングル。前作「12月のLove song / December Love Song〈한국어〉」から、僅か1か月後のリリースとなった。
- 18thシングル「君に逢いたくて」同様、表題曲、カップリング曲ともにバラードとなっている。

## 収録曲
1. ありったけの愛で (3:48)
  - 作詞作曲:Gackt.C/編曲:Gackt.C・Chachamaru

日本テレビ系「NNNニュースプラス1」エンタメSPORTSテーマソング。
PVは結婚式をモチーフにしている。
エキストラの中には、日本テレビのものまねバトルで自身の物まねをよく披露していたジョニー（現・ジョニー志村）が混ざっている。これは、Gackt本人が出て欲しいと直々にお願いして出演が実現した。
Gacktがソロデビュー後のシングル表題曲の中でライブで演奏されていない楽曲となっている。
後に、5thアルバム『Love Letter』にて、アルバムバージョンが、収録された。
因みに、この曲がアルバムに収録される回数が、5thシングル「鶺鴒 〜seki-ray〜」と並んで少ない。
2. この夜が終わる前に (4:52)
  - 作詞作曲:Gackt.C/編曲:Gackt.C・Chachamaru

ライブ未演奏曲である。
3. ありったけの愛で (Instrumental)
4. この夜が終わる前に (Instrumental)

## 収録アルバム
- Love Letter (#1、アルバムバージョン,#2)
- THE ELEVENTH DAY 〜SINGLE COLLECTION〜 (#1)